# Campeonato Potiguar Segunda Divisão 1980
In 1980 werd de derde editie van de Campeonato Potiguar Segunda Divisão gespeeld voor voetbalclubs uit de Braziliaanse staat Rio Grande do Norte. De competitie werd georganiseerd door de FNF en werd gespeeld van 4 juni tot 30 november. Het was de eerste editie sinds 1968. Ferroviário werd kampioen. 

## Eerste toernooi
| Plaats | Club              | Wed. | W | G | V | Saldo | Ptn. |
| ------ | ----------------- | ---- | - | - | - | ----- | ---- |
| 1.     | Atlético Potiguar | 4    | 4 | 0 | 0 | 11:3  | 8    |
| 2.     | Riachuelo         | 4    | 2 | 1 | 1 | 6:3   | 5    |
| 3.     | Macau             | 4    | 1 | 1 | 2 | 4:11  | 3    |
| 4.     | Ferroviário       | 4    | 0 | 2 | 2 | 2:4   | 2    |
| 5.     | Força e Luz       | 4    | 0 | 2 | 2 | 2:5   | 2    |

|  | Geplaatst voor finale |

## Tweede toernooi
| Plaats | Club              | Wed. | W | G | V | Saldo | Ptn. |
| ------ | ----------------- | ---- | - | - | - | ----- | ---- |
| 1.     | Atlético Potiguar | 4    | 2 | 1 | 1 | 8:6   | 5    |
| 2.     | Riachuelo         | 4    | 2 | 1 | 1 | 5:3   | 5    |
| 2.     | Ferroviário       | 4    | 1 | 3 | 0 | 5:3   | 5    |
| 4.     | Macau             | 4    | 2 | 0 | 2 | 5:3   | 4    |
| 5.     | Força e Luz       | 4    | 0 | 1 | 3 | 4:11  | 1    |

|  | Geplaatst voor finale |

## Derde toernooi
| Plaats | Club              | Wed. | W | G | V | Saldo | Ptn. |
| ------ | ----------------- | ---- | - | - | - | ----- | ---- |
| 1.     | Ferroviário       | 4    | 3 | 1 | 0 | 8:2   | 7    |
| 2.     | Força e Luz       | 4    | 2 | 0 | 2 | 3:3   | 4    |
| 3.     | Riachuelo         | 4    | 1 | 2 | 1 | 10:5  | 4    |
| 4.     | Atlético Potiguar | 3    | 1 | 1 | 1 | 3:6   | 3    |
| 5.     | Macau             | 3    | 0 | 0 | 3 | 1:9   | 0    |

|  | Geplaatst voor finale |

## Vierde toernooi
| Plaats | Club              | Wed. | W | G | V | Saldo | Ptn. |
| ------ | ----------------- | ---- | - | - | - | ----- | ---- |
| 1.     | Ferroviário       | 4    | 3 | 1 | 0 | 14:2  | 7    |
| 2.     | Força e Luz       | 3    | 2 | 1 | 0 | 5:3   | 5    |
| 3.     | Atlético Potiguar | 3    | 1 | 0 | 2 | 4:5   | 2    |
| 4.     | Riachuelo         | 3    | 1 | 0 | 2 | 2:5   | 2    |
| 5.     | Macau             | 3    | 0 | 0 | 3 | 0:9   | 0    |

|  | Geplaatst voor finale |

### Finale
|                    |             |                    |                   |  |
| 30 november Finale | Ferroviário | 2 – 2 (3 – 0 n.v.) | Atlético Potiguar |  |
| 30 november Finale |             |                    |                   |  |

## Kampioen
| Campeonato Potiguar de 1980 - Segunda Divisão |
| Rio Grande do Norte                           |
| --------------------------------------------- |
| FERROVIÁRIO Kampioen (1° titel)               |